# Ophélie Winter
Ophélie Winter (Boulogne-Billancourt, 20 febbraio 1974) è un'attrice, cantante ed ex modella francese.

## Biografia
Inizia la sua carriera all'età di diciassette anni, quando dopo aver lasciato Parigi, dove viveva con la propria famiglia, viene notata da un agente presso Champs-Élysées. Dopo tre anni di sfilate, Ophélie Winter intraprende la carriera di cantante ed attrice.
Come cantante la Winter pubblica quattro album No Soucy!, Privacy, Explicit Lyrics e Résurrection, e collabora con il cantante Prince e con il rapper Coolio.
Come attrice Ophelie Winter ha preso parte a diverse pellicole francesi fra cui Uomini & donne - Istruzioni per l'uso di Claude Lelouch, 2001 - Un'astronave spuntata nello spazio e Bastardo dentro. Ha lavorato anche come presentatrice televisiva.

## Filmografia parziale
- Uomini & donne - Istruzioni per l'uso (1996)
- Tout Doit Disparaitre (1997)
- Bouge! (1997)
- Folle D'Elle (1999)
- 2001 - Un'astronave spuntata nello spazio (2000)
- She (2001)
- Les Jolies Choses (2001)
- Ma Femme Est Une Actrice (2001)
- Bastardo dentro (2003)

## Discografia parziale

### Album
- No Soucy! (1996)
- Privacy  (1998)
- Explicit Lyrics (2002)
- Résurrection (2009)

## Agenzie
- Agence Absolu - Parigi